# Shrimad Rajchandra
Shrimad Rajchandra  (sanskrit « Śrīmad Rājacandra  » 11 novembre 1867 - 9 avril 1901, Gujarat) est un ascète et saint jaïn. Il a enseigné le chemin vers la libération (moksha) qui, pour lui, passe par la connaissance de son âme (ou « soi »). Shrimad Rajchandra se distingue par le fait qu'il a mené une vie de laïc, refusant de devenir moine.  
Aujourd'hui, il est considéré comme un maître spirituel par une communauté d'adeptes qui s'étend au-delà de l'Inde, dans la diaspora jaïn d'Afrique de l'Est, d'Europe et d'Amérique du Nord. On considère en général qu'il a inspiré un mouvement laïc à l'intérieur du jaïnisme. 
Il fut aussi l'ami et l'inspirateur de Mohandas Karamchand Gandhi, sur qui il a exercé une grande influence dans la doctrine de la non-violence. 

## Biographie
Shrimad Rajacandra  naît le 11 novembre 1867 à Vavania, un petit port de l'État du Gujarat dans la région du Saurashtra, sur la côte ouest de l'Inde. De son vrai nom Lakṣiminandan Metha, il est appelé Râychand / Rajacandra  par ses parents quand il a quatre ans; Shrimad (« excellent, splendide ; vénérable ») est un titre que ses disciples lui attribueront après sa mort. 

### Enfance
La mère de Shrimad Rajchandra était une jaïne appartenant au courant Shvetâmbara, tandis que son père était hindou vaiṣṇava (vishnouïte). Ses parents viennent tous deux de milieux de commerçants et donc d'une caste équivalente, ce qui explique qu'un tel mariage ait été possible. 
Très vite, l'enfant est attiré par la religion et ses mystères et on le voit très souvent tant dans les âshram hindous que dans les upâshraya, (temple jaïn (en)), où les responsables religieux remarquent l'intelligence aiguë du jeune garçon, rapidement célèbre pour ses capacités de concentration hors du commun, et sa faculté à mener jusqu'à une centaine d'activités en parallèle — il donnera d'ailleurs des spectacles publics. On lui donne alors à lire des textes canoniques qui expliquent la discipline, tant intérieure qu'extérieure. L'enfant commence à cultiver aussi la compassion, l'humilité et le respect pour toute forme de vie. La recherche du soi ainsi que les valeurs de renoncement l'attirent,.

### Du vishnouisme au jaïnisme
Il a d'abord été élevé dans la voie de la bhakti krishnaïte (liée au vishnouisme de son père et de son grand-père). Cependant, à l'âge de seize ans, il s'engage pleinement dans le jaïnisme, la religion de sa mère, tout en affirmant clairement son anti-sectarisme. D'ailleurs, il n'a jamais revendiqué une affiliation à un courant jaïn spécifique — ce qui explique que les chercheurs et les érudits le classent pour certains dans la branche Shvetambara, d'autres dans la branche Digambara, d'autres encore voyant en lui simplement un laïc jaïn.

### Mariage et vœux laïcs
Shrimad Rajchandra n'a jamais pris les vœux monastiques, préférant poursuivre une vie de laïc parce qu'il voyait en elle un obstacle supplémentaire à surmonter en vue de la réalisation. Âgé de vingt-et-un ans, il épouse donc la fille d'un joaillier, avec laquelle il aura quatre enfants (dont l'un mourra en bas âge). Il se montre marchand habile et avisé, s'installant comme joaillier à Bombay, tout en veillant à garder les vœux de laïcs en pratiquant son métier,. 
En 1891, à l'âge de vingt-quatre ans, il fait la connaissance de Gandhi (son cadet de deux ans) à Bombay. Gandhi consacrera un chapitre de son autobiographie à Shrimad Rajachandra (qu'il appelle Raychandbhai), où il déclare que Shrimad produisit sur lui une vive impression, de par son intelligence et sa rigueur morale, et qu'il était certain de trouver en lui un « refuge » dans « [s]es moments de crise spirituelle ». Mais, ajoute-t-il,  « je ne pouvais l'introniser dans mon cœur comme mon guru. Le trône est resté vacant et ma quête se poursuit. ». Et c'est principalement ces échanges avec Shrimad qui inspireront à Gandhi sa théorie de la non-violence (ahimsa), élément essentiel de la désobéissance civile.

### Maître spirituel
À l'âge de trente ans, Shrimad se retire des affaires et se détourne de ses obligations de maître de maison (grihastha) pour gagner des endroits à l'écart de toute distraction dans le Gujarat, où il peut vraiment se concentrer sur sa vie et  son développement spirituels. À ce moment, il est déjà un maître religieux connu pour attirer des foules importantes venues l'écouter. En outre, il a réuni autour de lui un certain nombre de disciples proches, parmi lesquels des muni, autrement dit de moines jaïns, que l'on peut également définir comme des ascètes mendiants. 
Ces disciples ne doutèrent pas de l'autorité religieuse de leur maître. La remarque est importante car, on l'a vu, Rajacandra est resté un laïc, et donc il n'était pas reconnu comme moine par les autorités jaïnes. Cependant, ses disciples munis le reconnurent cette autorité de Rajacandra, qui, pour eux, était validée par ses austérités et son mode de vie ascétique (comme les moines), par sa connaissance intime des écritures, et surtout aussi par la pureté qu'ils lui reconnaissaient. Néanmoins, ils souhaitaient vivement que leur maître soit initié en tant que mendiant afin de « légitimer » en quelque sorte leur relation avec lui. De son côté, Rajacandra désirait lui aussi vivement connaître l'initiation en tant que mendiant (diksha), mais il avait besoin pour cela de l'accord de sa mère qui, à cause de la santé fragile de son fils, se montrait réticente à le lui donner. Elle finit par dire oui, à la condition expresse que son fils se rétablisse. Mais il fut bientôt emporté par la mort. 

### Mort
La vie de Râjachandra fut aussi intense que brève. Sa santé était très affaiblie par les austérités et les jeûnes, qui s'ajoutaient à une insuffisance digestive chronique dont il souffrit durant toute sa vie adulte. Ses médecins ne purent lui rendre la santé, et il mourut à Rajkot le 9 avril 1901, dans sa trente-quatrième année, sans avoir pu recevoir la diksha.
Peu avant de décéder, il dit aux personnes présentes autour de son lit: « Ne vous inquiétez pas. Cette âme est immortelle. Elle va atteindre un état sublime. Alors, conduisez-vous avec sérénité et continuez à vous absorber dans l'auto-méditation. Il n'est plus temps pour ce corps de transmette les joyaux de la sagesse. Néanmoins, vous devez poursuivre vos efforts en vue du progrès spirituel. » Et il ajouta plus tard qu'il allait simplement être assimilé au véritable état de l'âme.

## Œuvre

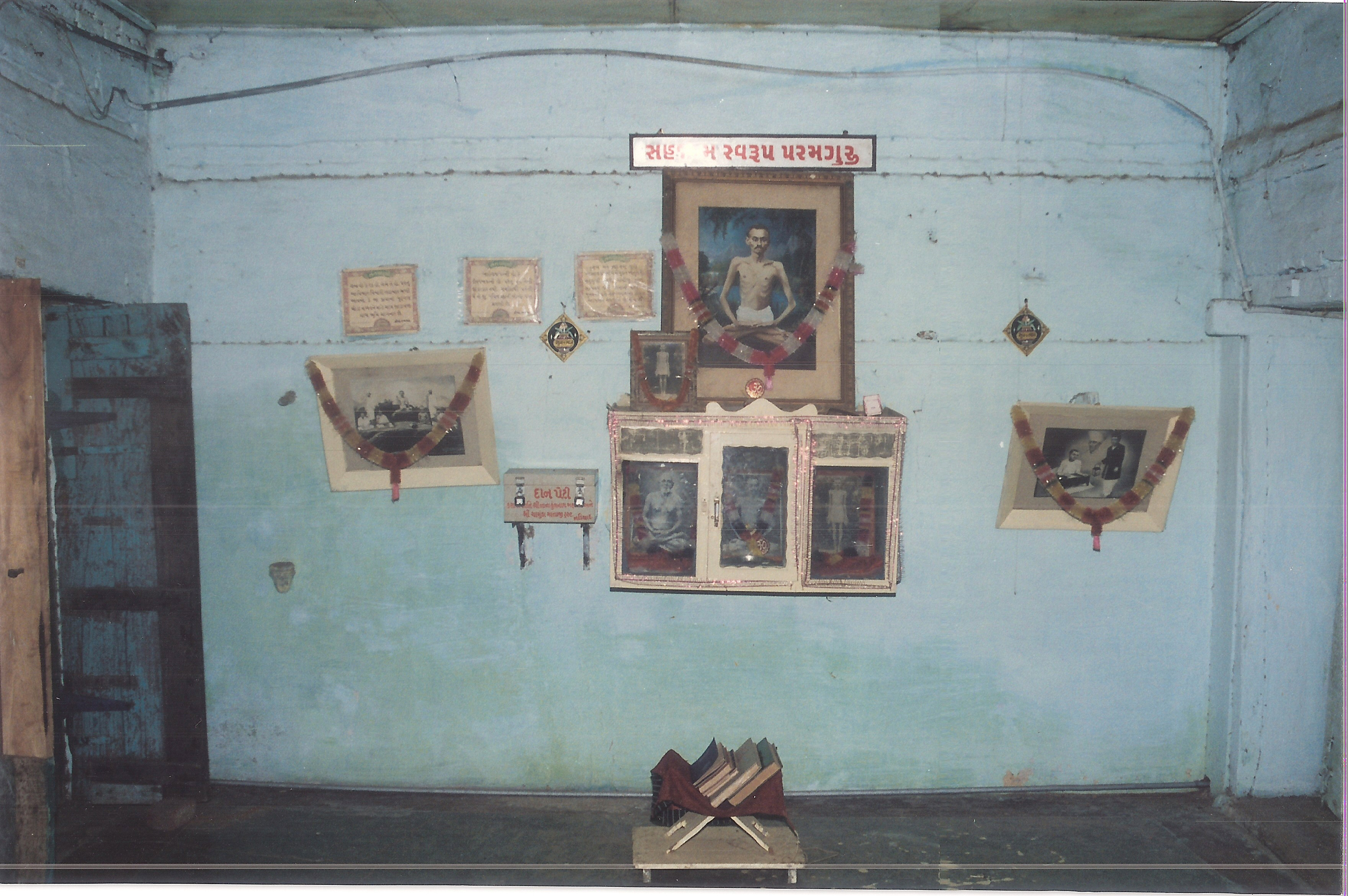
La pièce dans laquelle fut écrit le Shri Atmasiddhi Shastra.

Shrimad Rajchandra a écrit des centaines de lettres (dont beaucoup au Mahâtmâ Gandhi qui ont inspiré son combat non-violent pour l'indépendance de l'Inde) et un traité en vers intitulé Atma Siddhi (« la réalisation du soi ») dans lequel il définit les grands principes de la religion jaïne sur l'existence de l'âme et sur ses moyens d'atteindre sa libération des transmigrations en ce monde.

## Postérité
La secte jaïne Kavi Pantha, présente essentiellement en Inde, mais aussi en Afrique du Sud, en Grande-Bretagne et en Amérique du Nord, vénère sa mémoire dans le cadre de temples qui lui sont consacrés.
Gandhi affirme dans son Autobiographie que Rajacandra est des trois personnages modernes qui ont laissé une trace profonde dans sa vie, avec Tolstoï et Ruskin. Et si l'influence des deux derniers venaient d'un de leurs livres, celle de Raychandbhai provenait de « son contact vivant »,.